# تادی‌باست سوم
تادی‌باست سوم (انگلیسی: Tadibast III) ملکه همسر مصر باستان در دوران دودمان بیست و دوم مصر بود.

## شناسایی
او را فقط توسط یک ایجس سخمت از جنس الکتروم به‌دست‌آمده از تپه بسطه می‌شناسند که اکنون در موزه لوور به نمایش گذاشته شده است. در ایجس تادی‌باست سوم «مادر آسمانی، همسر پادشاه، تادی‌باست، عمرش پاینده باد» نامیده می‌شود. در کنار این کتیبه، کتیبه دیگری خیلی ساده نوشته «پسر رع، اوسورکون، جاودان باد»، بنابراین فرعونی به نام اوسورکون اشاره کرده که گمان می‌رود پسر او بوده است. چندین پادشاه به نام اوسورکون شناخته شده‌اند، اما تنها یکی از آنها که نام مادرش هنوز ناشناخته بود، اوسورکون چهارم است، و به‌طور کلی اکنون فرض می‌شود که تادی‌باست سوم واقعاً مادر او بوده است.
بر این اساس، شوهر سلطنتی تادی‌باست احتمالاً شوشنق پنجم پادشاه دودمان بیست و دوم مصر بوده که ظاهراً پدر و سلف اوسورکون چهارم بود، اما این ارزیابی‌ها به دلیل وجود پادشاه احتمالی دیگری به نام پدوباست دوم که سلطنتش گاهی بین شوشنق پنجم و اوسورکون چهارم قرار می‌گیرد تا حدودی پیچیده است.